# Större beckasinsnäppa
Större beckasinsnäppa (Limnodromus scolopaceus) är en medelstor östasiatisk och amerikansk vadare.

## Kännetecken

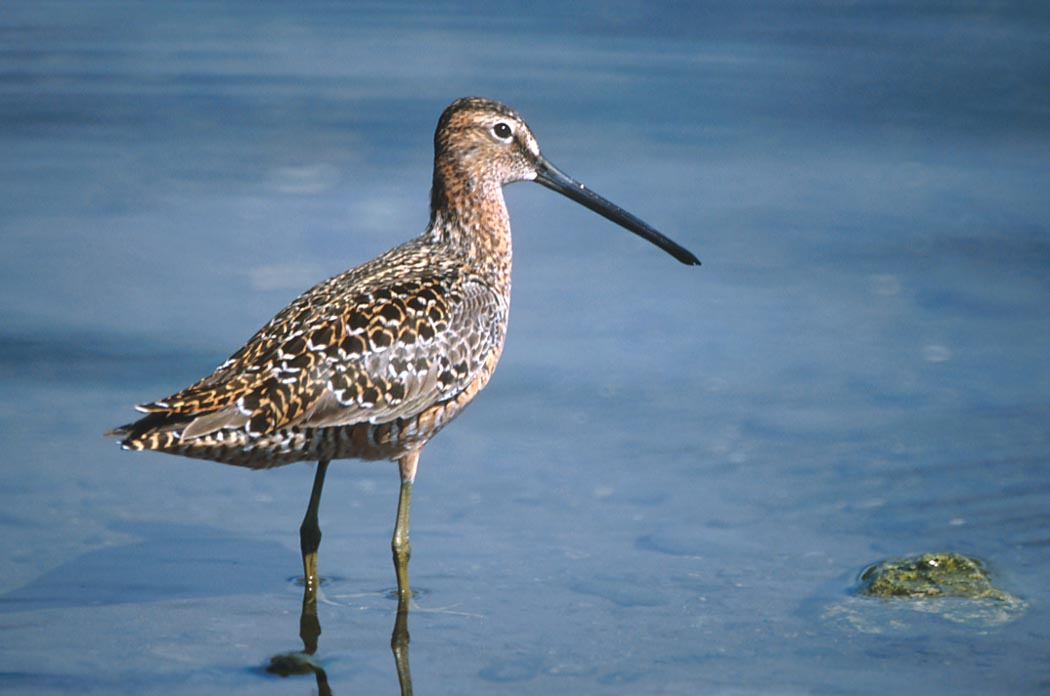
Större beckasinsnäppa i häckningsdräkt.

Större beckasinsnäppa är mycket lik sin nära släkting mindre beckasinsnäppa och tidigare behandlades de som en och samma art. Båda arterna är generellt stora som enkelbeckasinen och ser ut som ett mellanting mellan beckasiner och myrspov med den mycket långa näbben, ögonbrynsstreck, grönfärgade förhållandevis långa ben och i flykten en smal vit kil på ryggen och vit bakkant på vingarna. Näbben har en typiskt relativt tjock och nerböjd spets. Typiskt är också beckasinsnäppornas sätt att födosöka på ett symaskinsliknande manér.
I adult häckningsdräkt har större beckasinsnäppa matt gulaktiga ben och mycket lång, rak och mörk näbb. Den har mörk hjässa och tygelstreck, och ljusare lite rödaktigt ögonbrynsstreck. Ovansidan är vattrad i mörkbruna nyanser medan undersidan är mer rödaktig. Strupe och bröst är ljusare och fläckat, och kroppsidan streckad. Stjärten är streckad i svart och vitt. I vinterdräkt är den övervägande grå med ljusgrått huvud, mörkt tygelstreck och vitt ögonbrynsstreck. Bröstet är ljusgrått med ljusa fläckar medan buken och undergumpen är vit. 

### Skillnad mellan mindre och större beckasinsnäppa
Storleksskillnanden mellan arterna är namnen till trots obetydliga. Den allra tydligaste skillnaderna dem emellan är lätena. Den mindre arten har ett två- eller trestavigt tydy eller tydly, väl skilt från den störres korta och snärtiga kjipp.
Lättast att skilja åt är juvenila fåglar, där mindre beckasinsnäppa är mer rödbruna och har bandade eller fläckade tertialer, större täckare och skulderfjädrar (större beckasinsnäppas är helt enfärgade). Adult fågel i sommardräkt är generellt blekare ljusorange än den större arten. Ingen av de tre underarterna har kombinationen rödaktig buk och tvärvattrade flanker som större beckasinsnäppa har. Istället är buken vit med tvärvattring (underarten griseus), rostfärgad med fläckad flank (hendersoni) eller vit med kraftig vattring och tätt fläckat bröst (caurinus). 
I den grå vinterdräkten är arten näranog identisk med den större, bortsett från en gradvis övergång från grått bröst till vit buk där större beckasinsnäppa har en skarpare gräns.

## Utbredning och systematik
Större beckasinsnäppa är en flyttfågel som häckar i allra nordligaste delarna av Nordamerika och i östra Sibirien. Den övervintrar från södra USA och så långt söderut som Centralamerika. Arten är en ovanlig men regelbunden gäst i Västeuropa där enstaka individer har stannat under längre perioder. I Sverige har större beckasinsnäppa påträffats vid 29 tillfällen, med förstafyndet i september 1959 i Påarp, Halland. Därtill har ytterligare 17 fynd av sammanlagt 21 individer gjorts av fåglar som inte gått att bestämma till art.

### Släktskap
Större och mindre beckasinsnäppa behandlades tidigare som en och samma art. Beckasinsnäpporna tillhör en grupp med vadare där också beckasiner och morkullor och är alltså endast avlägset släkt med Limosa-spovarna som de liknar.

## Ekologi
Fågeln häckar på våt tundra och placerar sitt bo direkt på marken, gärna i närheten av vatten. Den födosöker genom att sticka ned den långa näbben i våt lera eller i bottnen i grunt vatten. Den lever främst av insekter, blötdjur, kräftdjur och havsborstmaskar, men kan även äta växtmaterial.

## Status och hot
Arten har ett stort utbredningsområde och en stor population uppskattad till mellan en halv och en miljon vuxna individer. Den minskar dock i antal, så pass att den sedan 2024 kategoriseras som nära hotad av IUCN.

## Namn
Fågeln har tidigare kallats långnäbbad beckasinsnäppa.